# Palais Larisch-Mönnich

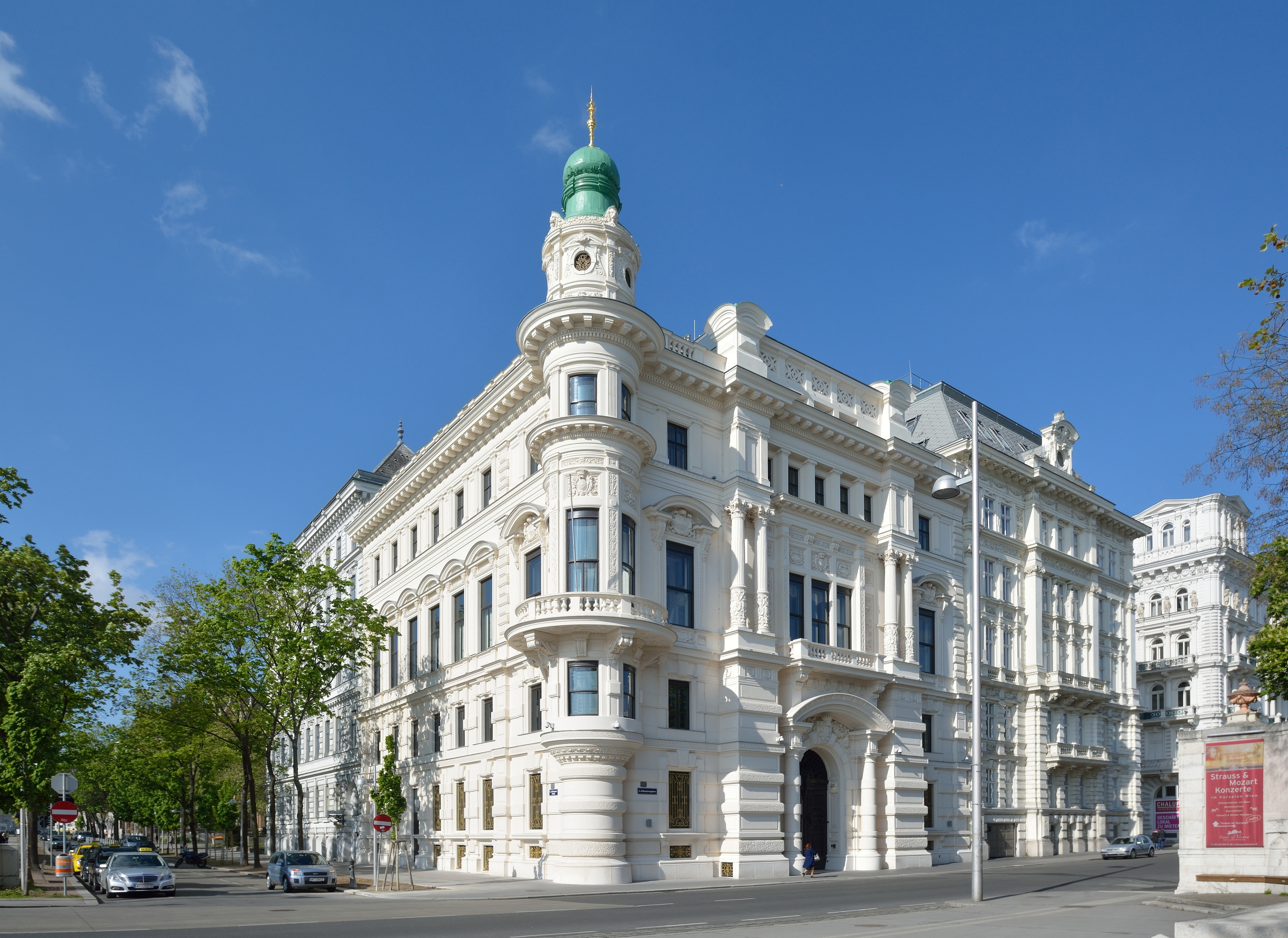
Das Palais Larisch-Mönnich in der Johannesgasse 26

Das Palais Larisch-Mönnich ist ein Familienpalais, das im Auftrag des Großgrundbesitzers Johann Graf Larisch-Moennich im Jahr 1868 fertiggestellt wurde. Es steht im 1. Wiener Gemeindebezirk Innere Stadt an der Ecke Johannesgasse 26/Lothringerstraße 13. Heute ist in dem Palais die irakische Botschaft untergebracht.

## Geschichte
Das Larisch-Mönnich-Palais wurde 1867 von den Architekten August Sicard von Sicardsburg und Eduard van der Nüll für Johann Graf Larisch-Moennich geplant und erbaut. Fertiggestellt wurde es nach dem Tod der beiden Architekten 1868 von Karl Stattler. Das Palais ist in den Formen des französischen Manierismus gehalten und entspricht dem Stil aristokratischer Wohnhäuser der zweiten Hälfte des 19. Jahrhunderts, allerdings diente es lediglich einer Familie als Wohnsitz.
In der Nachkriegszeit beherbergte das Palais eine sowjetische Kulturorganisation. 1970 wurde das historistisch gestaltete Gebäude zur irakischen Botschaft umfunktioniert. In diesem Palais soll sich auch das irakische Spionage-Hauptquartier für ganz Europa befunden haben. Von 1996 bis 2003 wurden zudem angeblich Gelder des humanitären Oil-for-Food-Programmes, die über die Botschaft abgewickelt wurden, von der irakischen Regierung unter der Führung von Saddam Hussein veruntreut. Nach einer zweijährigen Umbauphase von 2011 bis 2013 wird das Gebäude mittlerweile wieder als irakische Botschaft genutzt.

## Architektur

### Äußeres
Die Straßenfront des Palais Larisch-Mönnich erstreckt sich im rechten Winkel über zwei Straßenseiten.
Die Fassade setzt sich aus einfacheren dorisch verzierten Fenstern im Erdgeschoß und aufwändigeren ionisch verzierten Fenstern und einem konsolengetragenen Balkon mit Balustrade in den Obergeschoßen zusammen. Die Holztür am Haupteingang ist von einem Rundbogenportal umgeben. Die Hausecke zu den beiden Straßen hin ist als Erkerturm ausgeführt. Er ist im Stil eine Weiterentwicklung des Turms am Palais Erzherzog Ludwig Viktor.

### Innenräume
Das Gebäude hat drei Ebenen und sticht besonders durch eine Vielzahl verschiedener Säulenarten hervor, beispielsweise in toskanischem und korinthischem Stil. Der Vorraum und das Treppenhaus sind mit Stuck versehen und waren ursprünglich reich ornamentiert. Dazu waren sie aufwendig ausgestattet, wie etwa mit vergoldeten Stehlampen und Spiegeln, einem Mosaikfußboden und Spiegelgewölben. Rauchzimmer, Speisezimmer, Schreib- und Schlafzimmer sind mit jeweils einem schwarzen oder weißen Marmorkamin ausgestattet.
Die Beletage des Palais Larisch-Mönnich besteht unter anderem aus einem Teesalon, einem Festsaal, einem Speisezimmer, einem Musiksalon, einem kleinen Salon und dem Schlafzimmer der Gräfin. Jeder Raum beinhaltet wertvolle Gegenstände wie zum Beispiel spiegelgewölbte Stuckdecken, weiße Marmorkamine und Holz-Lambrissagen von Friedrich Georg Paulick. Im Unterschied dazu ist das zweite Obergeschoß mit einfachen Stuckdecken schlicht gehalten.